# 黒川義太郎
黒川 義太郎（くろかわ よしたろう、1866年9月24日（慶応2年8月16日） - 1935年（昭和10年）9月20日）は日本の獣医、動物園長。

## 人物
1866年安房国北三原村（現・千葉県南房総市）生まれ、ただし「自然誌古典文庫創始号（近藤, 1988）」によれば、「慶応2年（1866）8.16江戸番町に生れる」となっている。1892年7月、帝国大学農科大学獣医学科乙科（実科）を卒業し、同年7月15日、帝室博物館天産部付属上野動物園に採用され、上野動物園最初の選任獣医師となる。1907年3月に石川千代松動物園監督のもとでキリンが導入され、動物園の年間入園者が初めて100万人を突破する大変な人気となるが、キリン購入の経緯が上層部に報告されていなかったらしく、この問題で初代動物園監督であった石川千代松は同年5月15日に上野動物園を辞任する。後任の園長相当職として、黒川義太郎が動物園主任に就任する（1907年6月11日）。1930年をすぎてからは健康をそこねて、1932年からは休職状態となり、1933年1月17日に退職する。上野動物園在職期間は41年におよび、「動物園の黒川おじさん」として少年少女から親愛されていたという。1935年9月20日、東京市世田谷区の自宅にて療養中に逝去、69歳。

## 著書
- 黒川義太郎 (1934), 動物と暮して四十年, 改造社

- 黒川義太郎 (1934), 動物談叢, 改造社

- 黒川義太郎 (1974), 動物談叢, 五月書房

## 論文
- 国立情報学研究所収録論文 国立情報学研究所
- 森爲三; 黒田長禮; 黒川義太郎; 馬庭軍市 (1918), “質疑應答”, 鳥 2 (7):  132-136

## 賞詞
- 1923年12月28日：正七位[3]
- 1924年1月26日：在職多年により御紋章付銀盃下賜[3]
- 1924年2月1日：勲七等瑞宝章[3]
- 1931年3月20日：動物園開園50周年記念にあたり東京市より表彰[3]